# فرودگاه نیوتاون، نیوجرسی
 فرودگاه نیوتاون، نیوجرسی (به انگلیسی: Newton Airport (New Jersey)) یک فرودگاه همگانی بهره‌برداری هوایی است که یک باند فرود آسفالت دارد و طول باند آن ۷۷۶ متر است. این فرودگاه در شهر نیوتون، نیوجرسی کشور ایالات متحده آمریکا قرار دارد و در ارتفاع ۱۸۹ متری از سطح دریا واقع شده است.